# Jeet Kune Do

JKD-Logo

Jeet Kune Do, kurz JKD (chinesisch 截拳道, Pinyin Jiéquándào, Jyutping Jit6kyun4dou6, kantonesisch Jit kyùn dou – „Weg der abfangenden Faust“) ist ein von Bruce Lee entwickelter Kampfkunststil bzw. Selbstverteidigungskonzept. Ursprünglich wurde das Kampfsystem Jun Fan Gung Fu bzw. Jun Fan Kung-Fu (振藩功夫) genannt, wobei Jun-fan (振藩) Lees chinesischer Vorname ist.

## Charakteristik
Jeet Kune Do, wörtlich: „Der Weg der abfangenden Faust“, ist ein Konzept, das in einem Kampf auf größtmögliche Effizienz ausgerichtet ist. Die von Bruce Lee erforschten und gesammelten Kampfkunsttechniken selbst werden nach ihm Jun Fan Kung Fu (Jun-fan war der eigentliche Vorname Bruce Lees) benannt. Dazu unterschied Bruce Lee das Kämpfen in drei Distanzen, nämlich Lang-, Mittel- und Nahdistanz. Er kombinierte Elemente aus diversen klassischen Stilen wie dem Wing Chun mit Techniken aus verschiedenen anderen östlichen und westlichen Kampfkünsten, darunter auch das westliche Boxen, Muay Thai, Kali, Taekwondo, Fechten und Judo bzw. Jiu Jitsu und Tang Lang Quan. Der Begriff Jeet Kune (截拳,  jiéquán, Jyutping jit6kyun4 – „Faust abfangen“) an sich kommt in mehreren chinesischen Kampfkunststilen als Bezeichnung einer Form (eine festgelegte Bewegungsabfolge) vor, so im Adlerstil und im Nördlichen Gottesanbeterinnenstil, dann zuweilen als „schnelle Faust“ übersetzt. Bruce Lee hat in seinen früheren Jahren erwiesenermaßen beide Stile trainiert, insbesondere die Jeet-Kune-Adlerform, und griff später auf diesen Namen zurück.
Das System verzichtet dabei auf traditionelle Elemente fernöstlicher Kampfkünste, insofern sie seiner Meinung nach die Effektivität beeinträchtigten, wie z. B. Atemübungen, wie sie in den inneren Kampfkunststilen vorkommen.
Lee schuf somit ein offenes Kampfkunst-System, das nicht den Beschränkungen traditioneller Kampfkunststile unterworfen sein sollte. Er legte daher stets großen Wert darauf, dass Jeet Kune Do nicht als ritualisierte Kampfkunst verstanden wurde, anders als das etwa zur gleichen Zeit in Deutschland entwickelte Ju-Jutsu, das zwar grundsätzlich ebenfalls stiloffen ist, aber doch selbst ein Stil ist, eben eine ritualisierte Kampfkunst.
Erwähnenswert ist, dass Bruce Lee zuweilen in Deutschland als eine Art falscher Wing-Chun-Kämpfer bzw. falscher Wing-Chun-Lehrer geführt wird, der zwar hervorragend trainiert gewesen, aber nicht fertig ausgebildet worden sei. Das ist unzutreffend, Bruce Lee hat nie Wing Chun unterrichtet. Bereits in seiner ersten Schule, dem Jun Fan Gung Fu Institute in Seattle, unterrichtete er eine Kombination aus Techniken des Wing Chun, Tang Lang, Boxen und Fechten, nämlich eine frühe Version des Jun Fan Kung Fu. Schon damals versuchte Bruce Lee also, der Reglementierung eines einzelnen Stiles zu entkommen, was später zu dem Konzept des JKD führte. Bruce Lee unterrichtete immer nur wenige Schüler gleichzeitig und versuchte diese individuell zu fördern; so bekamen diese auch individuell auf sie zugeschnittene Trainingspläne.
Jeet Kune Do (JKD) ist somit nicht als Kampfkunststil, sondern als Prinzip oder Philosophie zu verstehen. Bruce Lee hat es stets als wichtig erachtet, dass „Jeet Kune Do“ nur ein Name sei, der nicht überinterpretiert werden sollte. Er beschrieb sein Wirken mit den Worten „Using no way as way – having no limitation as limitation.“ („Benutze keinen Weg als Weg – habe keine Grenze als Grenze.“, 以無法為有法，以無限為有限。 / 以无法为有法，以无限为有限。) und verfolgte damit primär die Vorstellung des Daoismus: Man soll Dingen ihren Lauf lassen und keine feste Form oder Vorstellung entwickeln, sondern vielmehr sich dem Fluss der Dinge aktiv hingeben. Im Chinesischen spricht man hier vom Wúwéi (無為 / 无为), dem „Leer-“ beziehungsweise „Nicht-sein“; eine weitere Beschreibung ist „Handeln durch Nicht-Handeln“.
Als er aufgrund einer Wirbelsäulenverletzung mehrere Monate an das Bett gefesselt war, beschrieb Bruce Lee das System in Zusammenarbeit mit seiner Frau Linda im Buch Tao of Jeet Kune Do. Das Buch wurde 1978 postum veröffentlicht und enthält viele eigenhändige Skizzen und philosophische Erläuterungen; unklar ist, ob es von Bruce Lee überhaupt zur Veröffentlichung gedacht war.

“Take things as they are. Punch when you have to punch. Kick when you have to kick.”

„Nimm die Dinge, wie sie sind: Schlage, wenn du schlagen musst. Tritt, wenn du treten musst.“

Bruce Lee selbst verwies des Öfteren auf das Wasser als elementare Kraft der Natur: anpassungsfähig, nicht greifbar und doch in der Lage, einen Stein auszuhöhlen. Diese Natur des Wassers nahm er sich zum Vorbild für den Zweikampf: Nicht der Boxer, der Karateka oder der Taekwondoin ist der beste Kämpfer, sondern jener, der sich – ohne an bestimmten, einstudierten Techniken festzuhalten – der Situation und dem Gegner am besten anpassen kann. Dazu gehört auch, den Menschen als Individuum zu betrachten. Jeder Mensch soll seinen eigenen, individuellen „Stil“ entwickeln, auf seinen Körper hören und diesem folgen. Es spielt nicht nur Schnell- und Maximalkraft und Technik eine Rolle, sondern vielmehr der Impuls, die Kombination von Faktoren. Letzteres ist vor allem für kleine, aber schnelle Kämpfer wichtig, da diese die fehlende Masse durch Schnelligkeit ausgleichen können. Darüber hinaus hat JKD einen hohen philosophischen Anspruch und ist daher viel mehr als eine rein körperliche Ausdrucksform.
Aufgrund seiner kritischen Ausführungen zu den traditionellen Kampfsportarten und der Tatsache, dass er jedwede Person, die den erforderlichen philosophischen Ansprüchen des JKD gerecht wurde, unabhängig von ihrer ethnischen Herkunft unterrichtete, geriet Bruce Lee in den USA schnell in Auseinandersetzungen mit den traditionellen chinesischen Meistern. Diese waren der Ansicht, dass die Geheimnisse der asiatischen Kampfkünste nicht an die westliche Welt weitergegeben werden dürften. Daher kam es zu einem historischen Zweikampf zwischen Bruce Lee und einem der Meister. Nachdem Bruce Lee innerhalb weniger Minuten den Meister besiegt hatte, durfte er von dem Zeitpunkt an ohne weitere Einwände die westlichen Schüler unterrichten. Wie hart Bruce Lee hinsichtlich der Weiterentwicklung seiner Prinzipien zu sich selbst war, kann man gut an der Tatsache erkennen, dass er sich nach dem besagten Kampf darüber ärgerte, dass dieser „zu lange gedauert hätte“.
Eine der berühmtesten Techniken des JKD, die man unweigerlich mit Bruce Lee in Verbindung bringt, ist der sogenannte One Inch Punch (eine Technik, die der sogenannten „Langen Brücke“ aus dem Wing Chun ähnlich ist). Dabei führte er aus einer sehr kurzen Entfernung (daher der Name) einen Fauststoß aus, dessen Wucht den Gegner mehrere Meter nach hinten stößt. Diese Technik wurde inzwischen auch von Praktizierenden anderer Stile übernommen.
Bruce Lee gab sein JKD zu Lebzeiten nur an wenige auserwählte Schüler weiter, darunter auch Schauspielgrößen wie James Coburn, Steve McQueen und Chuck Norris. Des Weiteren waren seine Schüler Lees Ehefrau Linda, Ted Wong, Larry Hartsell, Bob Bremer, Taky Kimura, Jesse R. Glover, Richard Bustillo, Jerry Poteet, Dan Inosanto und noch einige mehr. Dan Inosanto war der einzige Schüler Lees, der von ihm persönlich zertifiziert wurde, Jeet Kune Do zu unterrichten. Unter Inosantos Führung entwickelten sich zahlreiche hervorragende Kampfsportler, wie z. B. Paul Vunak, der Begründer des Progressive Fighting System (PFS).

“Empty your mind! Be formless, shapeless, like water. If you put water into a cup, it becomes the cup. Put it into a bottle, it becomes the bottle, you put into a teapot, it becomes the teapot. Now water can flow, or it can crash: Be water, my friend!”

„Leere deine Gedanken! Sei ohne feste Gestalt und Form, so wie Wasser. Wenn man Wasser in eine Tasse füllt, wird es zur Tasse. Füllt man es in eine Flasche, wird es zur Flasche, füllt man es in einen Teekessel, wird es zum Teekessel. Wasser kann fließen, oder es kann zerstören. Sei Wasser, mein Freund.“

## Trivia
In Lees letztem Film Game of Death, den er wegen seines frühen Todes nicht zu Ende bringen konnte, sollte das Grundprinzip von JKD durchscheinen. In jedem Stockwerk einer fünfstufigen Pagode sollte eine andere Kampfkunst demonstriert werden, wobei die Anpassungsfähigkeit des JKD Bruce Lee dazu verhelfen sollte, als einziger alle Gegner zu besiegen. Um sich von den anderen Kampfkünstlern – alle in jeweils traditioneller Kleidung – zu unterscheiden und auch äußerlich die Andersartigkeit des JKD zu symbolisieren, trug Bruce Lee in diesem Film seinen berühmten gelben Anzug. Der letzte Gegner (dargestellt von Basketball-Profi und JKD-Schüler Kareem Abdul-Jabbar) sollte der kampfstärkste sein, da er „stillos“ (im Sinne des JKD) kämpfte und seine körperlichen Vorteile gezielt ausnutzte.
Verschollene Originalszenen aus Game of Death wurden Ende der 90er Jahre entdeckt und von John Little publiziert. John Little gilt als eine der wenigen Personen, die alle Dokumente und Aufzeichnungen Bruce Lees durcharbeiten durften. Er hat zahlreiche Werke über Jeet Kune Do und Jun Fan Kung Fu veröffentlicht.
Insbesondere im Dialog und Kampf gegen Dan Inosanto ist sehr gut erkennbar, welchen filmischen Anspruch Bruce Lee umsetzen wollte. Es sollte nicht nur die äußeren Prinzipien des JKD, sondern auch die dahinterstehende Philosophie überliefert werden. Eine Analogie zum Wesen des JKD liefert Lee durch den Kampf mit einem Bambusstock – eine äußerst flexible, aber dennoch kraftvolle Waffe – den er am Anfang dieser Szene benutzt.